# Fussball Mannschaft Frisch Auf
Fussball Mannschaft Frisch Auf was een Braziliaanse voetbalclub uit Porto Alegre.

## Geschiedenis
De club werd opgericht op 31 mei 1909 door Georg Black, een voormalig speler van Grêmio. De club nam een jaar later deel aan het eerste Campeonato Citadino de Porto Alegre, het stadskampioenschap, en werd daar zesde op zeven clubs. Na twee jaar onderbreking nam de club opnieuw deel in 1913 en werd nu derde. In 1914 nam de club voor een laatste keer deel. In 1917 werd de club ontbonden.

## Weblinks
- RSSSF Brazil
- Frisch Auf/RS [BRA], Futebol Nacional
- Historia, SOGIPA
- Frisch Auf, Historia do Futebol
- Fussball Mannschaft Frisch-Auf, Memória do Esporte Gaúcho